# Hanya Holm
Hanya Holm (* 3. März 1893 in Worms; † 3. November 1992 in New York City; gebürtig Johanna Josepha Eckert) war eine deutsch-US-amerikanische Tänzerin, Choreografin und Tanzpädagogin des Modern Dance.

## Leben und Wirken
Hanya Holm kam im März 1893 unter dem Namen Johanna Josepha Eckert als Tochter des Restaurateurs Valentin Eckert und dessen Ehefrau Marie Eckert, geborene Mörschell, in Worms zur Welt. Sie studierte ab 1914 Klavier an Dr. Hoch’s Konservatorium in Frankfurt am Main. Dann ging sie an die Neue Schule in Hellerau, die 1919 aus der 1911 dort gegründete Bildungsanstalt für Musik und Rhythmus von Émile Jaques-Dalcroze hervorgegangen war. 1921 schloss sie sich Mary Wigman an, die seit 1920 in Dresden eine Schule besaß.
Holm wurde als Tänzerin und Pädagogin eine ihrer wichtigsten Mitarbeiterinnen. An Wigmans Werken Feier (1928) und Totenmal (1930) war sie beteiligt. 1931 ging sie nach New York und eröffnete dort die Mary Wigman School. 1936 ging daraus ihr Hanya-Holm-Studio hervor, das eines der führenden Institute für Modern Dance in den USA wurde.
Ebenfalls 1936 gründete sie ihre eigene Tanzgruppe, mit der sie erstmals in Denver auftrat und in den folgenden Jahren durch die Vereinigten Staaten zog. Sie schuf unter anderem die Choreografien Trend (1937, Bennington College), Metropolitan Daily (1938, Bennington College) und Tragic Exodus (1939, Vivian Fine, New York). Es handelte sich dabei um zeit- und gesellschaftskritische Stücke.
1941 gründete sie in Colorado Springs das Center of the Dance in the West. Bis 1983 veranstaltete sie dort jährliche Sommerkurse. Holm wandte sich nun verstärkt dem Musical zu. Im Rahmen der Ballet Ballads choreografierte sie 1948 ihr erstes Musical-Ballett The Eccentricities of Davey Crockett. Es folgten Choreografien zu den Musicals Kiss me, Kate (1948), My Darlin’ Aida (1952), My Fair Lady (1956), Where’s Charley (1957) und Camelot (1960). 
1961 wurde sie Leiterin der Tanzabteilung der New Yorker Musical Theatre Academy. Sie unterrichtete auch an der renommierten Juilliard School in New York. 1967 schloss sie ihr Hanya-Holm-Studio. Zu ihren Schülern zählten Valerie Bettis, Lillian Moore, Glen Tetley, Alwin Nikolais und Jeff Duncan.